# John Drew (Musiker)
John Derek Drew, gelegentlich Johnny Drew (* 23. Dezember 1927 in Sheffield) ist ein britischer Jazz-Bassist des Swing und des Modern Jazz.

## Leben und Wirken
Drew lernte zunächst Klavier, mit 16 Jahren Bass. Er spielte zwei Jahre in verschiedenen Bands, auch bei der britischen BBC. Ab 1954 arbeitete er in den Vereinigten Staaten bei Les Elgart, Gene Krupa, Stan Getz, Neal Hefti und Nat Pierce (1956), im Sinfonieorchester von Miami und 1957 im Trio der Sängerin Barbara Carroll. In New York arbeitete er 1958 als freischaffender Musiker, u. a. mit Peggy Lee, 1959 bei Marian McPartland sowie im Sauter/Finnegan Orchester. Drew war an zahlreichen Schallplattenaufnahmen beteiligt, wie bei Produktionen von Toshiko Akiyoshi, Dave McKenna, Benny Carter, Anita O’Day, John Glasel, Dick Garcia/Tony Scott („A Message from Garcia“) sowie von Phil Woods („Young Woods“).

## Lexikalischer Eintrag
- Carlo Bohländer, Karl Heinz Holler: Reclams Jazzführer (= Reclams Universalbibliothek. Nr. 10185). 2., revidierte und erweiterte Auflage. Reclam, Stuttgart 1977, ISBN 3-15-010185-9.
- Leonard Feather, Ira Gitler: The Biographical Encyclopedia of Jazz. Oxford University Press, New York 1999, ISBN 0-19-532000-X.